# جان بون (بازیکن فوتبال)
جان بون (انگلیسی: John Bone; ۱۹ دسامبر ۱۹۳۰ – ژانویهٔ ۲۰۰۲) بازیکن فوتبال اهل انگلستان بود.
از باشگاه‌هایی که در آن بازی کرده‌است می‌توان به باشگاه فوتبال هارتل پول یونایتد اشاره کرد.